# Federico Cesarano
Federico Secondo Cesarano (* 5. Juli 1886 in Padua; † 22. Januar 1969 in Mailand) war ein italienischer Fechter und Sportschütze.

## Erfolge
Federico Cesarano nahm an den Olympischen Zwischenspielen 1906 in Athen sowie an zwei Olympischen Spielen teil. In Athen gewann er im Fechten in der Säbelkonkurrenz auf einen Treffer die Bronzemedaille. Die Finalrunde der Säbelkonkurrenz auf drei Treffer beendete er ebenso wenig wie die Finalrunde der Florettkonkurrenz. Bei den Olympischen Spielen 1920 in Antwerpen schied er mit dem Florett in der Vorrunde aus, mit dem Säbel belegte er den zehnten Rang. 1924 in Paris nahm er als Sportschütze im Mannschaftswettbewerb des Tontaubenschießens teil, den er auf dem neunten Rang abschloss.